# Jisk'a anata
El Jisk'a anata es parte de la celebración del carnaval paceño.Esta fiesta se celebra en lunes entre la entrada de pepinos que se realiza el domingo y el martes de ch’alla desde hace mediados de los noventa y tiene el objetivo de mostrar diversas danzas autóctonas de Bolivia.
Esta celebración la inició el Gobierno Municipal de La Paz en la gestión de Julio Mantilla  junto con la Sociedad Andina de Conjuntos Folklóricos (SOACOF). Mantilla fue candidato del partido de reciente creación en esa época Conciencia de Patria (Condepa).
En esta celebración que aglutina muchas danzas participan bailarines de todas las edades tanto hombres como mujeres. Para algunos el Jisk'a anata es una combinación tanto de costumbres rurales como urbanas. Generalmente participan alrededor de 50 grupos folclóricos, es decir, 4000 danzarines. En sus inicios participaron 13 grupos folclóricos. La celebración suele empezar por la mañana y terminar en la noche recorriendo varias avenidas del centro paceño.

## Etimología
El nombre Jisk'a anata viene del aimara y significa juego chico o pequeño carnaval. Literalmente Jisk'a significa chico y anata significa alegría o juego.

## Danzas
En el Jisk'a anata se suelen bailar danzas como tarqueadas, sikuris, ch'utas, pepinos, kullawadas, caporales, tinkus, chacareras, sayas, suri sicuris, waca wacas, potolos, llameradas, morenadas, khantus de Charazani, moseñadas, salays, kusillos, qhachwiris. Así como danzas del Perú como el baile de recojo de la tunas o el wititi.